# Dieta CRON
Dieta CRON (Calorie Restriction with Optimal Nutrition – Ograniczenie Kalorii z Optymalnym Odżywianiem) – modyfikacja diety polegająca na znacznym ograniczeniu kaloryczności z właściwej ilości niezbędnych składników odżywczych, której twórcami są Roy Walford i Lisa Walford. Dieta CRON polega na ograniczeniu kalorii w nadziei, że polepszy to stan zdrowia i opóźni starzenie się, na podstawie wartości określonych przez zalecane dzienne spożycie poszczególnych składników odżywczych. Inne nazwy tej diety to: CR-diet, Longevity diet i Anti-Aging Plan. Walfordowie, Delaney i inni założyli Calorie Restriction Society (Stowarzyszenie Ograniczania Kalorii) w celu promocji diety CRON.

## Pochodzenie
Dieta CRON powstała na podstawie danych zgromadzonych przez Walforda w projekcie Biosfera 2 oraz analizy wyników wieloletnich testów na zwierzętach.
W wyniku przeprowadzonych badań Roy Walford stwierdził, że myszy laboratoryjne karmione pożywieniem o zawartości kalorii niższej o 50%, jednak zachowującym składniki odżywcze, mogą żyć prawie dwukrotnie dłużej.
Roy Walford uczestniczył w programie Biosfera 2 jako lekarz ośmioosobowego zespołu zamkniętego wewnątrz budynku projektu, gdzie żyli przez dwa lata (26 września 1991 – 26 września 1993). Ponieważ nie udało się wyhodować spodziewanej ilości jedzenia, dr Walford przekonał załogę do stosowania jego diety opartej na ograniczeniu kalorii. Przyniosło to skutki w postaci znacznych spadków wagi i poprawy zdrowia.

## Teoria
Twórcy diety CRON uważają, że każdy posiada swój „set-point” (złoty środek), tzn. specyficzną dla siebie wagę, którą zachowuje jedząc swoje zwykłe posiłki. Twórcy są przekonani, że „set-point” jest dziedziczony oraz wywodzi się z przyzwyczajeń żywieniowych nabytych w dzieciństwie. Twórcy sugerują, żeby stosujący tę dietę pozostawali na poziomie 10% do 25% poniżej swojego „set-point”, gdyż wtedy dieta jest najbardziej efektywna.
Jako wytyczną do określenia „set-point” danej osoby stosuje się procentowe otłuszczenie ciała. Powinno ono, zdaniem twórców diety CRON, zawierać się pomiędzy 10-15% dla kobiet i 6-10% dla mężczyzn. Twórcy sugerują pomiar tłuszczu na skórze (zalecają tzw. „Fat-O-Meter”), pomiar przy użyciu niektórych wag elektronicznych i/lub pomiar bioimpedancji elektrycznej. Na podstawie uzyskanego wyniku otłuszczenia ciała i aktualnej wagi ciała określa się docelową wagę (poniżej „set point”), a następnie planuje i stosuje się do wyznaczonej diety aż do osiągnięcia zamierzonej wagi.
Ponadto twórcy diety CRON określają ograniczenie liczby kalorii, do którego powinno się dążyć na 20%. Rzeczywista ilość spożywanego pożywienia zależy od podstawowej przemiany materii (ang. BMR, pol. PPM) danej osoby, chociaż Walford wątpi w weryfikowalność narzędzi do jej określania. Przeciętne dzienne spożycie to 1800 kalorii.

## Praktyka
Według zalecenia w książce autorstwa Walfordów, należy jeść trzy posiłki dziennie, jednak możliwe są odstępstwa. Stosujący dietę mogą dostosować liczbę posiłków do swojego rozkładu dnia: zwykle poprzez rozdzielenie posiłków bogatych i ubogich w kalorie. Twórcy diety zalecają też „suplementy”, mając na myśli tabletki witaminowe oraz pewne wysoko odżywcze produkty (koniecznie ubogie w kalorie). Walfordowie nazywają te składniki „nutrient super-chargers” (super-dopalacze odżywcze); są to np. kombu, drożdże piwowarskie, otręby pszeniczne i zarodki pszenicy, grzyby Lentinula edodes, odtłuszczone mleko w proszku, soja i tofu.
Twórcy radzą przygotować osiem posiłków w wybranym dniu tygodnia, a następnie zamrozić je w celu spożycia w ciągu tygodnia. Nazywają ten proces „Quantity-Cook-and Freeze Option” (Opcja Ilościowego Gotowania i Zamrażania), zaś posiłki „One-a-day MegaMeals” (Jeden MegaPosiłek Dziennie). Pozostałe dwa dania w ciągu dnia można komponować dowolnie.
Dozwolone jest tworzenie własnych przepisów na posiłki. Walfordowie zwracają uwagę, że posiłki te powinny być starannie zaplanowane i zawierać wszystkie wymagane składniki odżywcze. Na swojej stronie internetowej udostępniają programy komputerowe do planowania diety.